# Final Cut of the Dead
Final Cut of the Dead (Originaltitel: Coupez!, dt.: „Schnitt!“, internationaler Titel: Final Cut) ist ein französischer Spielfilm von Michel Hazanavicius aus dem Jahr 2022. Es handelt sich um eine Neuverfilmung des japanischen Films One Cut of the Dead (2017) von Shin'ichirô Ueda. Im Mittelpunkt der Handlung steht ein Filmteam, das einen Low-Budget-Horrorfilm dreht und dabei von echten Untoten überfallen wird.
Die Uraufführung der Zombiekomödie fand als Eröffnungsfilm des Filmfestivals von Cannes am 17. Mai 2022 statt.

## Handlung
Der euphorische Regisseur Rémi dreht einen weiteren Low-Budget-Horrorfilm. Als Kulisse dient ein verlassenes Fabrikgebäude. Die Techniker am Filmset sind abgestumpft und auch die engagierten Schauspieler sind nicht wirklich besorgt über das Drehbuch. Aber plötzlich beginnen echte Untote den Filmdreh zu stören. Während sich die Handlung vor der Kamera der Zombie-Invasion anpasst und mehr oder weniger normal aussieht, wird die Crew dahinter ins Chaos gestürzt. Dennoch lässt sie die Kamera einfach weiterlaufen.

## Entstehungsgeschichte

### Drehbuchentwicklung

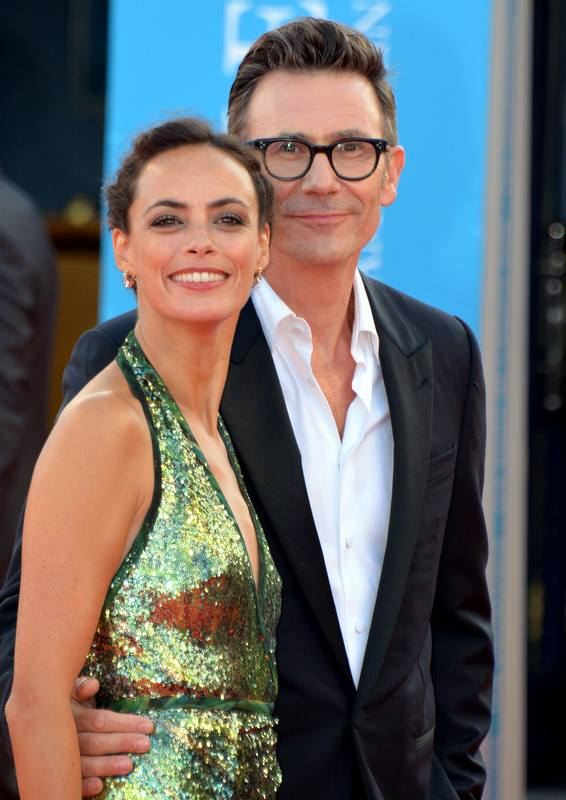
Michel Hazanavicius mit seiner Ehefrau Bérénice Bejo (2017)

Final Cut of the Dead ist der achte Kinospielfilm von Michel Hazanavicius, für das er auch das Drehbuch verfasste. Es handelt sich um ein Remake des japanischen Films One Cut of the Dead (2017) von Shin'ichirô Ueda, der wiederum auf dem Theaterstück Ghost in the Box von Ryoichi Wada basiert. Während eines Lockdowns in der COVID-19-Pandemie arbeitete Hazanavicius an einer Komödie über einen Filmdreh, die mit einer langen Plansequenz beginnen sollte. Über den Filmproduzenten Vincent Maraval wurde er daraufhin auf den japanischen Streifen aufmerksam gemacht, an dem Maraval die Rechte hielt. Nachdem sich Hazanavicius One Cut of the Dead angesehen hatte, bot er dem Produzenten an, die Regie bei dem Projekt zu übernehmen. Dabei wollte er kein exaktes Remake drehen, sondern eine eigene Interpretation des Stoffes vorlegen, der ursprünglich auf einem Theaterstück basierte. „Es war ein echter Zaubertrick. Der [japanische] Film beginnt mit einer langen Einstellung, die völlig fehlschlägt, so sehr, dass sie faszinierend wird. Wenn man schließlich erkennt, dass die lange Einstellung nicht das Thema des Films ist, sondern eine Art zu erzählen, wie und von wem der Film gedreht wurde, wird alles klar. Dieser Wechsel hat mich wirklich überzeugt“, so Hazanavicius. Neben Romain Duris und seine Ehefrau Bérénice Bejo verpflichtete er auch seine Tochter Simone Hazanavicius, die in Final Cut of the Dead ihr Filmdebüt gab.

### Proben und Dreharbeiten
Vor den Dreharbeiten, die ab 19. April 2021 in der Umgebung von Paris beginnen sollten, ließ Hazanavicius fünfwöchige Proben mit den Schauspielern und Kameramann Jonathan Ricquebourg anordnen, um sich auf die wichtige Plansequenz vorzubereiten. Der Regisseur empfand die Kamera als wesentlichen Bestandteil der Choreografie. Die Proben führten bei den Schauspielern zu einem starken Zusammenhalt, der Hazanavicius an eine Theatertruppe erinnerte und dem Film zugutekam. Der Dreh war innerhalb von sechs Wochen beendet, was Hazanavicius als „ziemlich kurz“ erachtete. Dabei wurden 80 Prozent von Final Cut of the Dead am selben Ort gedreht. „Mir war wichtig, dass am Set eine wirklich gute Gruppenenergie herrschte, weil wir ein Remake eines Low-Budget-Films machten, der von einem Studenten gemacht wurde, der sich wirklich engagiert hatte. Die Schauspieler waren alle mit dieser Idee an Bord. Es wäre mir fast peinlich gewesen, einen zu teuren und zu langen Film zu machen“, so der Regisseur.
Bei der Kameraarbeit legte Hazanavicius Wert auf eine „ziemlich satte Textur“ und auf „sexy Elemente“. Damit wollte er zeigen, dass die Figur des Rémi durchaus Erfolg mit ihrem Film hätte haben können. Auch sollte sich der Rhythmus im Verlauf des Films beschleunigen, während sich dabei drei Typen der Komödie vermischen sollten – vom Pastiche bis zur Situationskomödie. Final Cut of the Dead werde dann „sehr mechanisch, wie ein Varieté“, so Hazanavicius.
Produziert wurde Final Cut of the Dead von Hazanavicius’ eigenem Unternehmen La Classe Américaine in Zusammenarbeit mit Brahim Chioua und Vincent Maraval für Getaway Films. Ebenfalls an der Produktion beteiligt war die US-amerikanische SK Global Entertainment und BlueLight. Als Koproduzent trat France 2 Cinéma in Erscheinung. Die Produktionskosten betrugen vier Mio. Euro. Im Voraus sicherten sich Canal+ und Ciné+ die Ausstrahlungsrechte. Für die Vergabe der weltweiten Verwertungsrechte zeichnet Wild Bunch International verantwortlich, das den Film auch in Frankreich in die Kinos bringt. In Japan wurde Gaga als Verleiher gewonnen.

### Änderung des Filmtitels
Ursprünglich sollte der Film unter dem französischen Originaltitel Z (comme Z), dt.: „Z (wie Z)“, in die Kinos kommen. Vor dem Hintergrund des russischen Überfalls auf die Ukraine bzw. auf Bitten ukrainischer Filmemacher änderte Regisseur Hazanavicius den Titel knapp drei Wochen vor der geplanten Uraufführung in Coupez! Der Buchstabe Z war als Propagandazeichen auf Militärfahrzeugen der Streitkräfte Russlands beim Überfall auf die Ukraine verwendet worden. Hazanavicius gab in einer offiziellen Stellungnahme an, dass der Titel vor diesem Hintergrund „nicht mehr lustig“ sei und er diesen nicht „ertragen“ könne. „Mein Film soll Freude bereiten und auf keinen Fall möchte ich ihn direkt oder indirekt mit diesem Krieg in Verbindung bringen. Ich bin daher sehr glücklich, es zu ändern und in diesem Ausmaß meine volle Unterstützung für das ukrainische Volk zu zeigen. Ich nutze diese Gelegenheit, um allen Produktions-, Vertriebs-, Promotion- und Ausstellungsteams zu danken, die diese Entscheidung möglich gemacht haben“, so Hazanavicius.

## Veröffentlichung und Rezeption
Final Cut of the Dead wurde als Eröffnungsfilm des am 17. Mai 2022 beginnenden 75. Filmfestivals von Cannes ausgewählt, wo Hazanavicius’ Regiearbeit außer Konkurrenz gezeigt wurde. Ein regulärer Kinostart in Frankreich ist am selben Tag geplant. Ursprünglich war die Premiere auf dem Sundance Film Festival im Januar 2022 vorgesehen. Nachdem entschieden wurde, das US-amerikanische Festival aufgrund der COVID-19-Pandemie komplett digital zu veranstalten, wurde Final Cut of the Dead aus der Sektion Premieres zurückgezogen. Das Filmteam hatte eine Uraufführung vor einem Live-Publikum bevorzugt.
Ein Kinostart in Japan ist für den 15. Juli 2022 vorgesehen.
Auf der Website Allociné hält Final Cut of the Dead derzeit eine Presse-Bewertung von 3,7 von 5 Sternen, basierend auf über einem Dutzend französischsprachigen Kritiken. Vom Publikum wurde Hazanavicius’ Regiearbeit schlechter bewertet.
Erste deutschsprachige Kritiken stellten dem Film nach seiner Premiere ein eher negatives Zeugnis aus. Andreas Kilb (Frankfurter Allgemeine Zeitung) beurteilte Final Cut of the Dead als „eine kraftlose Selbstbespiegelung“ des Kinos. Hazanavicius versuche „an die großen Filme übers Filmemachen“ anzuknüpfen, „ohne nur annähernd das Format ihrer Vorbilder zu erreichen“. Die Komödie gehe „in Gestammel, Gefuchtel und Kunstblut unter“.
Hanns-Georg Rodek (Die Welt) kritisierte, dass nach Änderung des Titels dennoch der Buchstabe Z „dem Film [...] in die DNS eingeschrieben“ sei. So heiße der Film im Film weiterhin Z (Comme Z) und die Produktionsfirma Plateforme Z. „Eigentlich hat Hazanavicius nicht viel mehr getan, als ‚Coupez!‘ in den Abspann einzufügen, eine Schönheitsoperation statt eines tiefen chirurgischen Eingriffs, und es lässt sich die berechtigte Frage stellen, ob nicht sogar dieser Nasenjob eher überflüssig war; man kann ja nun nicht alle Z aus sämtlichen Kunstwerken tilgen“, so Rodek.
Positiver über Final Cut of the Dead äußerte sich der unabhängige schweizerische Kritiker Michael Sennhauser. Vor allem in der letzten halben Stunde des Films komme „Hazanavicius’ Sinn für Ironie und Timing perfekt zur Geltung“. Dadurch entwickle der Film „plötzlich eine hochpräzise, raffiniert komponierte und auch technisch beeindruckende Liebeserklärung an das filmische Handwerk, mit einem gekonnt unterlegten familiären Liebesbogen“. Auch lobte Sennhauser das traurige Ende von Final Cut of the Dead. Als „Filmkunst für Sitzenbleiber“ überschreibt Dieter Oßwald seine Besprechung zur Deutschland-Premiere auf den Französischen Filmtagen Tübingen-Stuttgart, weil es immerhin eine geschlagene halbe Stunde dauert, bis die Geduld belohnt wird und es endlich an die Auflösung der Trash-Komödie geht.